# Мот (Северна Дакота)
Мот (енгл. Mott) град је у америчкој савезној држави Северна Дакота.

## Демографија
По попису из 2010. године број становника је 721, што је 87 (-10,8%) становника мање него 2000. године.
| Група             | 2000.       | 2010.       |
| Белци             | 804 (99,5%) | 706 (97,9%) |
| Афроамериканци    | 0 (0,0%)    | 0 (0,0%)    |
| Азијати           | 0 (0,0%)    | 0 (0,0%)    |
| Хиспаноамериканци | 0 (0,0%)    | 0 (0,0%)    |
| Укупно            | 808         | 721         |